# إدواردو إيشيفيريا
إدواردو إيشيفيريا (بالإسبانية: Eduardo Echeverría) هو لاعب كرة قدم ومدرب كرة قدم باراغواياني، ولد في 4 مارس 1989 في أسونسيون في باراغواي. شارك مع منتخب باراغواي لكرة القدم. أما مع النوادي، فقد لعب مع أوليمبيا أسونسيون وإل. دي. يو. كيتو.

## وصلات خارجية
- إدواردو إيشيفيريا على موقع قاعدة بيانات كرة القدم.إي يو (الإنجليزية)
- إدواردو إيشيفيريا على موقع Soccerway.com (الإنجليزية)